# Hawaiiklätterfink
Hawaiiklätterfink (Loxops mana) är en starkt utrotningshotad fågel i familjen finkar som enbart förekommer ön Hawaii i Hawaiiöarna. Där hittas den i bergsbelägna skogar på mellan 1000 och 2300 meters höjd.

## Utseende och läten
Hawaiiklätterfinken är en 11 cm lång oansenlig fågel med konformad och något nedåtböjd näbb. Adulta fåglar är matt gröngrå, undertill ljusare med vit haka och strupe, ljusgrå näbb och en mörkgrå ögonmask från näbbroten till bakom ögat. Ungfåglarna har ljust ansikte och vitt ögonbrynsstreck. Liknande hawaii-amakihi har aldrig vit strupe, näbben är mörkare, smalare och mer nedåtböjd och tygeln är mörk. Sången är en skallrande och fallande drill, medan lätet beskrivs som ett stigande "sweet".

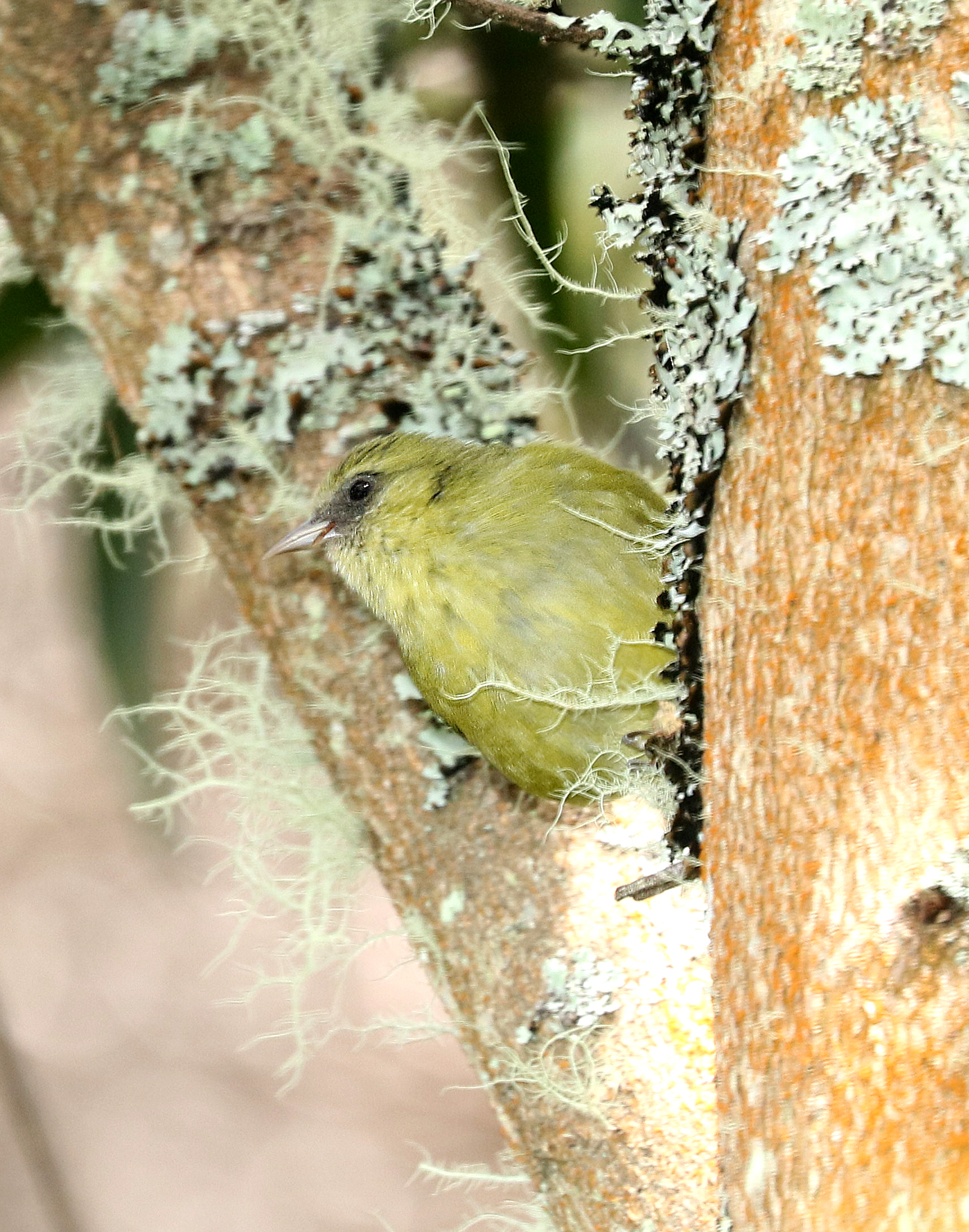
Hona i Hakalau Forest National Wildlife Refuge.

## Utbredning och systematik
Hawaiiklätterfinken förekommer endast på ön Hawaii i Hawaiiöarna. Tidigare har den placerats i släktena Oreomystis eller Manucerthia och vissa gör det fortfarande, men de flesta auktoriteter för den till Loxops. Den behandlas som monotypisk, det vill säga att den inte delas in i några underarter.

### Familjetillhörighet
Arten tillhör en grupp med fåglar som kallas hawaiifinkar. Länge behandlades de som en egen familj. Genetiska studier visar dock att de trots ibland mycket avvikande utseende är en del av familjen finkar, närmast släkt med rosenfinkarna. Arternas ibland avvikande morfologi är en anpassning till olika ekologiska nischer i Hawaiiöarna, där andra småfåglar i stort sett saknas helt.

## Levnadssätt
Hawaiiklätterfinken förekommer i blandade koa- och ohia-skogar på mellan 1000 och 2300 meters höjd, men mest koncentrerad vid 1500–1900 meter över havet. Arten ses även torra mamaneskogar varigenom vissa individer säsongsmässigt rör sig alternativt förekommer med en mycket liten population året runt. Fågeln häckar i koaträd, i både trädhål och öppna boskålar, men även i höga ohiaträd. Den har även noterats häcka i skogar påverkade av människan.

## Status och hot
IUCN kategoriserar arten som starkt hotad. Utbredningsområdet är mycket litet och fragmenterat och minskar i storlek. Den har nyligen försvunnit från ett område och minskar i övriga delar. Arten hotas av habitatförstörelse på grund av överbete från grisar och hovdjur. Den kan också påverkas av sjukdomar som sprids av invasiva myggor. Världspopulationen uppskattas till under 10.000 vuxna individer.